# وولو
وولو (به انگلیسی: Volo, Illinois) یک منطقهٔ مسکونی در ایالات متحده آمریکا است که در ایلینوی واقع شده‌است.

## خصوصیات
وولو ۲٬۹۲۹ نفر جمعیت دارد.